# Acropogon veillonii
Espèce
Statut de conservation UICN

 VU  : Vulnérable
Acropogon veillonii est une espèce de plantes de la famille des Malvacées.